# Cedar Fair
Cedar Fair Entertainment Company, conosciuta anche come Cedar Fair, L.P. era una azienda statunitense attiva nel settore dei parchi di divertimento. La compagnia possedeva e gestiva 11 tra i più grandi parchi di divertimento nordamericani (10 negli Stati Uniti e 1 in Canada) tra cui il grandissimo parco Cedar Point.

## Storia
Cedar Fair fu costituita nel 1978 come una partnership operativa tra la Cedar Point (società che gestiva l'omonimo parco) e la Valleyfair (anch'essa proprietaria del parco omonimo) sorta appena un anno prima, il nome deriva appunto da una crasi tra i due parchi gestiti dalle società.
Negli anni seguenti Cedar Fair espanderà il numero delle sue strutture preferendo acquistare i parchi da aziende concorrenti piuttosto che fondarne di nuovi, Il primo acquisto fu il Dorney Park comprato nel 1993, poi il Worlds of Fun nel 1995, il Knott's Berry Farm nel 1997, il Michigan's Adventure nel 2001 e il Geauga Lake per $145 milioni nel 2004.
Il 22 maggio 2006 Cedar Fair annuncia la più grande operazione della storia della compagnia acquistando l'intera Paramount Parks per $1,24 miliardi.
Il 21 settembre 2007 Cedar Fair ha annunciato la chiusura del Geauga Lake a causa dello scarso afflusso di pubblico
Il 1 luglio 2024 si è fusa con la rivale Six Flags , creando la più grande catena di parchi al mondo.

## Visitatori
Nel 2007 Cedar Fair è stata il settimo gestore di parchi di divertimento per numero di visitatori con 22,1 milioni di ospiti. Cedar Fair gestisce 4 parchi di divertimento visitati mediamente da oltre 3 milioni di visitatori l'anno:
- Knott's Berry Farm
- Kings Island
- Canada's Wonderland
- Cedar Point.[4]

I parchi del gruppo Cedar Fair hanno ricevuto 15 volte il premio Golden Ticket Awards (il prestigioso premio assegnato dalla rivista specializzata Amusement Today) per le sue montagne russe e per i parchi in generale.

## Proprietà

### Parchi di divertimento e tematici
Nota: In grassetto le strutture acquistate dalla Paramount Parks nel 2006.
- California's Great America (Santa Clara, California)
- Canada's Wonderland (Vaughan, Ontario, Canada)
- Carowinds (Charlotte, Carolina del Nord/Fort Mill, Carolina del Sud)
- Cedar Point (Sandusky, Ohio)
- Dorney Park & Wildwater Kingdom (Allentown, Pennsylvania)
- Kings Dominion (Doswell, Virginia)
- Kings Island (Mason, Ohio)
- Knott's Berry Farm (Buena Park, California)
- Michigan's Adventure (Muskegon, Michigan)
- Worlds of Fun (Kansas City, Missouri)
- Valleyfair (Shakopee, Minnesota)

### Parchi acquatici
Compresi in altre strutture:
- Boomerang Bay (Carowinds)
- Boomerang Bay (Kings Island)
- Boomerang Bay (California's Great America)
- Splash Works (Canada's Wonderland (Ontario))
- WaterWorks (Kings Dominion)
- Soak City (Valleyfair)
- Wild Water Adventure (Michigan's Adventure)
- Wildwater Kingdom (Dorney Park)

Indipendenti:
- Knott's Soak City (Buena Park, (California)
- Knott's Soak City (Palm Springs (California))
- Knott's Soak City (San Diego (California))
- Soak City (Sandusky, Ohio)
- Oceans of Fun (Kansas City)
- Geauga Lake's Wildwater Kingdom  (Aurora (Ohio))

### Resort e strutture alberghiere
- Hotel Breakers (Cedar Point)
- Breakers Express (Cedar Point)
- Sandcastle Suites Hotel (Cedar Point)
- Camper Village (Cedar Point)
- Lighthouse Point (Cedar Point)
- Castaway Bay Indoor Waterpark Resort (Cedar Point)
- Knott's Berry Farm Resort Hotel (Knott's Berry Farm)
- Worlds of Fun Village (Worlds of Fun)
- Carowinds Camp Wilderness Resort (Carowinds)

### Altro
- Gilroy Gardens (Gilroy, California)

### Ceduti
- Camp Snoopy (Mall of America) 2005
- Geauga Lake (Aurora, Ohio) 2007
- Geauga Lake Hotel "2007"
- Star Trek: The Experience (Las Vegas, Nevada) settembre 2008[6]
- Nick Jr. Scouting Campout (Muskoka, Ontario) Febbraio 2009